# 주름우단버섯

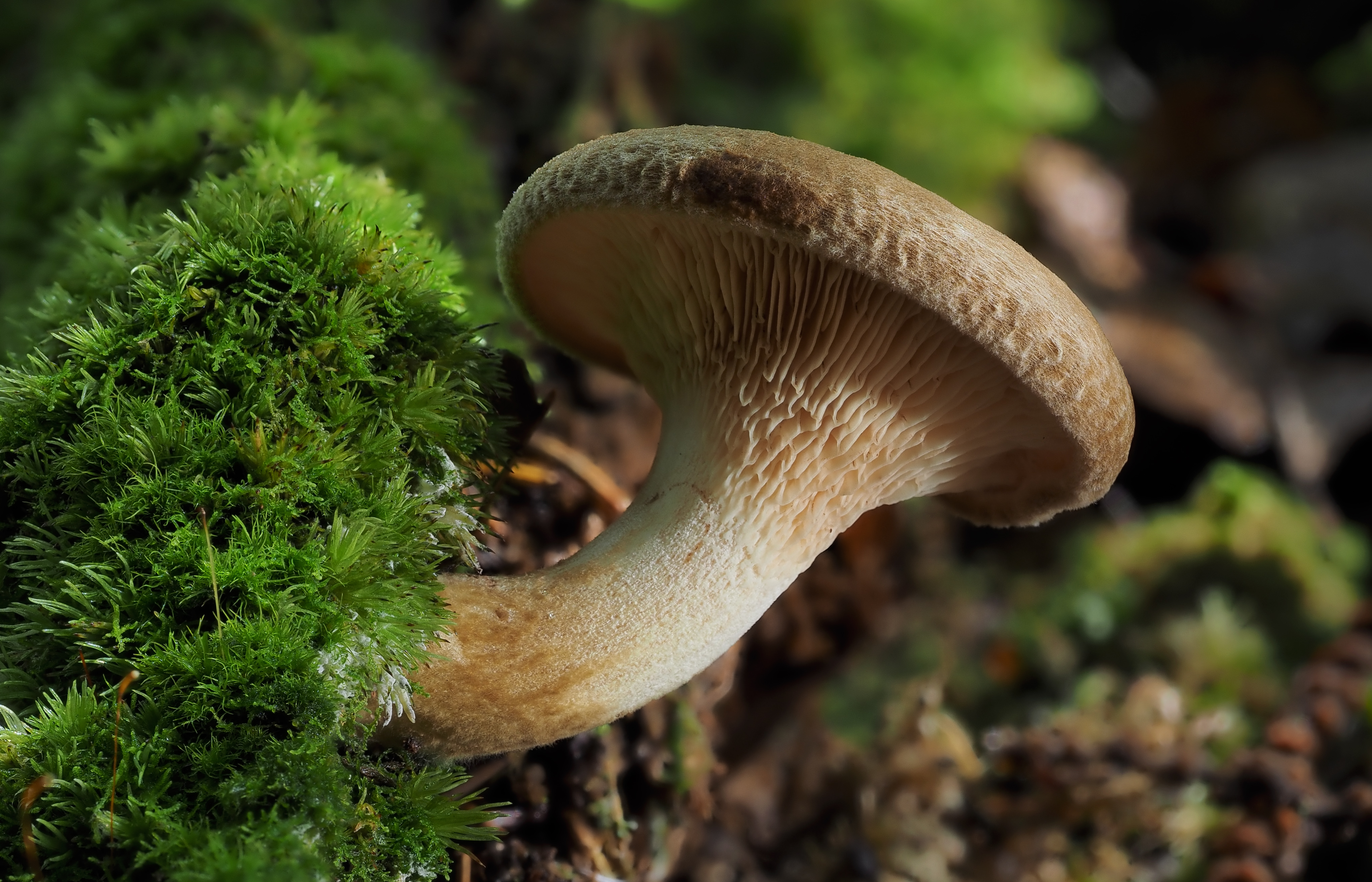

주름우단버섯(Paxillus involutus)은 북반구 전역에 널리 분포하는 담자균류 군계이다. 호주, 뉴질랜드, 남아프리카공화국, 남아메리카에 부주의하게 도입되었으며, 유럽 나무와 함께 토양으로 옮겨졌을 것으로 추정된다. 다양한 갈색 색조를 띠고 자실체는 높이가 최대 6cm(2+3⁄8인치)까지 자라며 폭이 최대 12cm(4+3⁄4인치)인 깔때기 모양의 갓이 있으며 독특한 안쪽으로 감긴 테두리와 줄기 근처에 구멍처럼 생긴 퇴행성 버섯주름이 있지만 일반적인 주름버섯보다는 기공버섯과 더 밀접한 관련이 있다. 1785년 피에르 불리야드(Pierre Bulliard)에 의해 처음 기술되었으며, 1838년 엘리아스 매그너스 프라이즈(Elias Magnus Fries)에 의해 현재의 이명명이 주어졌다. 유전자 검사에 따르면 주름우단버섯은 단일 종이 아닌 종 복합체일 수 있다.